# Haljala
Haljala (deutsch: Haljall) ist eine Landgemeinde im estnischen Kreis Lääne-Viru mit einer Fläche von 183,02 km². Sie hat 3.927 Einwohner (Stand: 2025).

## Geschichte
Haljala wurde erstmals 1241 im Liber Census Daniae erwähnt.
Die Kirche von Haljala stammt aus dem 14. Jahrhundert. Sie wurde als Festungskirche, vorgelagerter Beobachtungsposten der Burg von Rakvere und Signalturm gebaut. Sie ist heute in schlechtem baulichen Zustand. Im Sommer finden dennoch regelmäßig Gottesdienste in ihr statt.
Schönberg (Holstein) ist seit dem 2. April 1992 Partnergemeinde von Haljala.

## Gliederung
Neben dem Hauptort Haljala umfasste die Gemeinde bis 2017 die Dörfer Aaspere, Aasu, Aaviku, Auküla, Essu, Idavere, Kandle, Kavastu, Kisuvere, Kõldu, Kärmu, Lihulõpe, Liiguste, Pehka, Põdruse, Sauste, Tatruse, Vanamõisa, Varangu und Võle. Mit der Kommunalreform von 2017 kamen Võsu und die Dörfer Aasumetsa, Adaka, Altja, Andi, Annikvere, Eisma, Eru, Haili, Ilumäe, Joandu, Kakuvälja, Karepa, Karula, Käsmu, Kiva, Koljaku, Koolimäe, Korjuse, Kosta, Lahe, Lauli, Lobi, Metsanurga, Metsiku, Muike, Mustoja, Natturi, Noonu, Oandu, Paasi, Pajuveski, Palmse, Pedassaare, Pihlaspea, Rutja, Sagadi, Sakussaare, Salatse, Tepelvälja, Tidriku, Tiigi, Toolse, Tõugu, Uusküla, Vainupea, Vatku, Vergi, Vihula, Villandi, Võhma und Võsupere aus der Landgemeinde Vihula dazu.